# Kurt Hahn

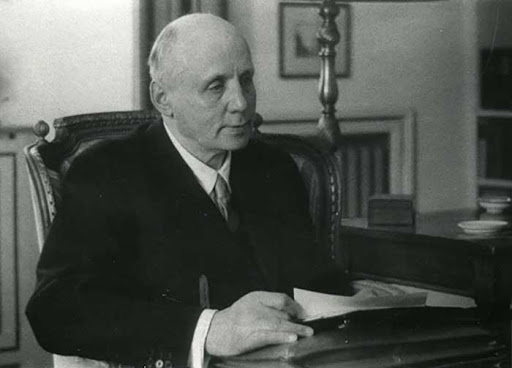
Kurt Hahn

Kurt Martin Hahn (Berlijn, 5 juni 1886 – Salem (Baden), 14 december 1974) was een Duits pedagoog. Zijn onderwijskundige inzichten hebben internationale erkenning en uitvoering verworven. 

## Biografie
Geboren in Berlijn uit Joodse ouders, studeerde Hahn in Oxford, Berlijn, Heidelberg, Freiburg en Göttingen. Tijdens de Eerste Wereldoorlog bestonden zijn werkzaamheden op het ministerie van Buitenlandse Zaken uit het analyseren van Engelse kranten en het adviseren van de beleidsmakers. Voordien was hij privésecretaris van prins Max von Baden, de laatste kanselier van het Duitse Keizerrijk. Van 1920 tot 1933 was Hahn het hoofd van het internaat Schule Schloss Salem, een particuliere kostschool in Duitsland, gesticht in samenwerking met prins Max. In 1933 werd Hahn uit Duitsland uitgewezen. Hij verhuisde naar Schotland, alwaar hij het internaat Gordonstoun School stichtte. Tot 1953 was hij hoofd van deze onderwijsinstelling. 
Hahn was eveneens betrokken bij de oprichting van de organisatie Outward Bound, het Atlantic College in Wales en de bredere United World Colleges-beweging en het in het leven roepen van de Duke of Edinburgh's Award.
Hahn was Joods opgevoed en fungeerde als hoofd van de Salem-school tijdens Adolf Hitlers opmars naar de macht. Hij uitte zijn felle kritiek op het nazi-regime nadat een jonge communist in het bijzijn van zijn moeder was gedood door Hitlers stormtroepen. Door zich uit te spreken tegen de – niet bestrafte – stormtroepen, sprak Hahn zich publiekelijk uit tegen Hitler. Hij vroeg de studenten en afgestudeerden van de ‘Salem-school’ te kiezen tussen ‘Salem’ en Hitler. Als gevolg hiervan werd hij in maart 1933 gedurende vijf dagen gevangengezet. Op voorspraak van de Britse premier Ramsay MacDonald werd Hahn vrijgelaten. Hij kreeg de kans te emigreren naar Groot-Brittannië en vestigde zich in Schotland, waar hij in Moray het internaat Gordonstoun School stichtte, zulks op basis van principes zoals die van de Salemschool. Enige tijd later bekeerde Hahn zich tot het christendom en predikte hij in de Church of Scotland. Hij richtte een internationale organisatie van scholen op, die tegenwoordig de 'Round Square' heet.

## Filosofie
Hahn baseerde zijn opvoedkundige filosofie op respect voor adolescenten, van wie hij geloofde dat zij een aangeboren beschaving en moraal bezitten, die echter door de maatschappij wordt bedorven wanneer zij ouder worden. Hij geloofde dat onderwijs dit bederf kan voorkomen indien studenten de gelegenheid wordt geboden persoonlijk leiderschap te ontwikkelen en de resultaten van hun eigen handelen onder ogen te zien.
Hahns onderwijskundig denken kristalliseerde zich uit door de Eerste Wereldoorlog, die hij als het bewijs beschouwde van het maatschappelijk bederf en de aankondiging van latere ondergang als de mensen, in het bijzonder de Europeanen, niet iets anders bijgebracht kon worden. Hij was niet alleen hoofd van de ‘Salem-school’, maar doceerde er ook geschiedenis, politiek, Griekse mythologie, Shakespeare en Schiller. Hij was sterk beïnvloed door het gedachtegoed van Plato. Gordonstoun is minder op Eton dan op ‘Salem’ gebaseerd. 
De belangrijkste kwaliteiten van docenten zijn: de zorg voor en betrokkenheid bij anderen, de wil om verantwoordelijkheid te aanvaarden en het aandacht geven aan het doorzettingsvermogen om de waarheid na te streven. Straffen, in welke vorm dan ook, wordt gezien als de allerlaatste toevlucht.